# 居斯特羅宮

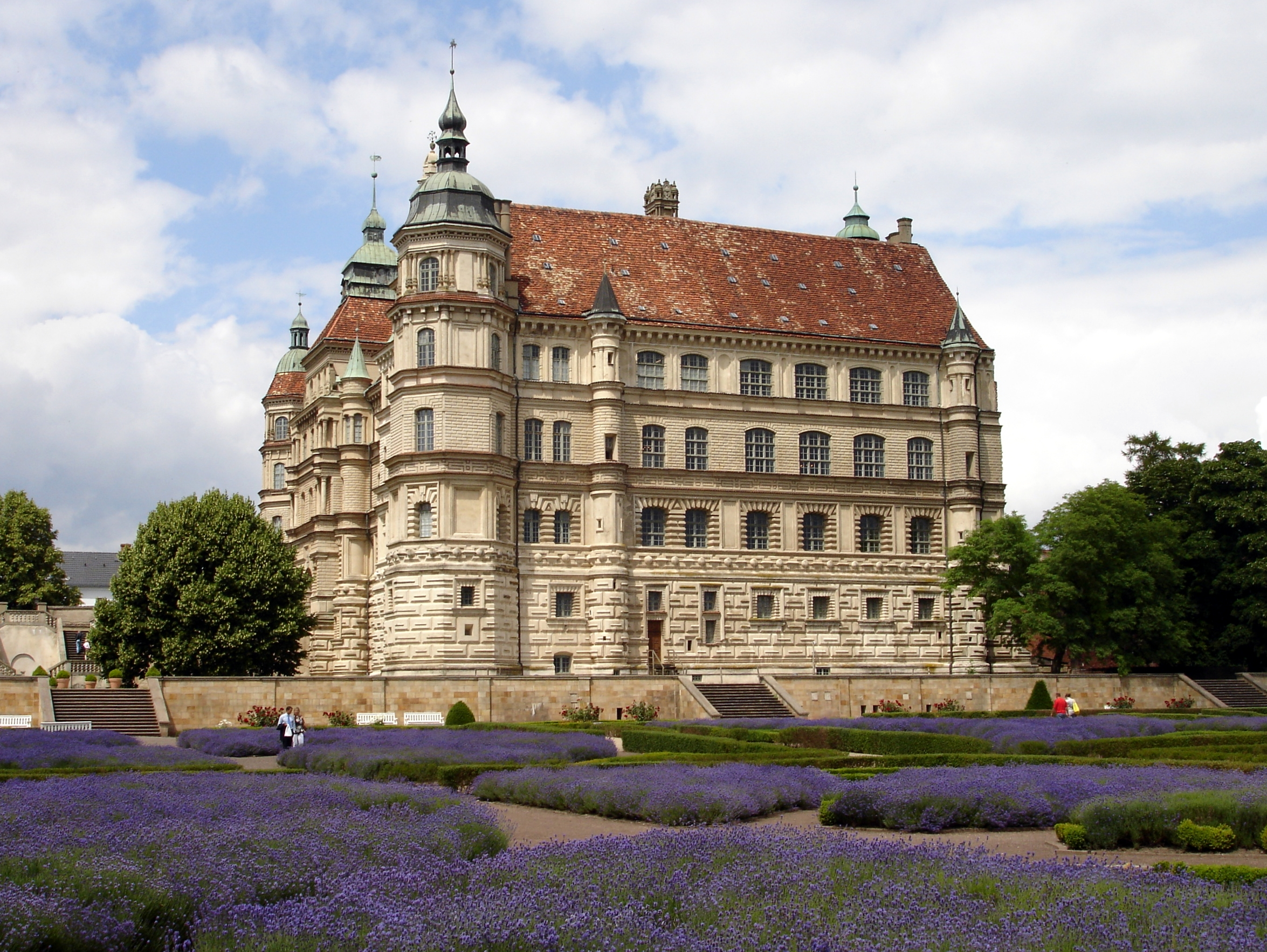
居斯特羅宮

居斯特羅宮（德語：Schloss Güstrow）是位於德國梅克倫堡-前波莫瑞州城市居斯特羅的一座宮殿建築。居斯特羅宮修建於1558年。

## 外部連結
维基共享资源上的相關多媒體資源：居斯特羅宮
- Official website （页面存档备份，存于） （德文）